# Carlene Starkey
Carlene Starkey (nacida en 1940) es una deportista y exjugadora de bádminton estadounidense.

## Vida
Contrajo matrimonio con el también exjugador de bádminton Rod Starkey. Fue miembro del equipo estadounidense que ganó la Uber Cup en 1963.
Carlene Starkey y Larry Saben ganaron el evento de mixtos del Campeonato Nacional Abierto de Bádminton de los Estados Unidos en 1968, mientras que junto con Caroline Hein y Diane Hales, Carlene ganó el Campeonato Nacional de Bádminton de los Estados Unidos en la categoría de dobles femenil en 1971 y 1975 respectivamente.
Carlene también compitió en el Campeonato Nacional Abierto de México, donde ganó el título de singles en 1974. En el evento de dobles femenil, Starkey ganó el campeonato de 1962 junto con Pat Gallagher, en 1966 siendo pareja de Lucero Soto de Peniche, en 1967 jugando con Diane Hales, en 1971 junto con Judianne Kelly, en 1972 con Gay Meyer, y en 1974 y 1975 con Maryanne Breckell. También conquistó el evento de dobles mixtos en 1967 haciendo pareja con Francisco Sañudo, en 1974 junto con Flemming Delfs, y en 1975 a lado de Paul Whetnall.

## Logros deportivos[1]
| Año  | Torneo                                            | Categoría       | Lugar | Nombre                              |
| ---- | ------------------------------------------------- | --------------- | ----- | ----------------------------------- |
| 1962 | Campeonato Nacional Abierto de México             | Dobles femenil  | 1     | Pat Gallagher / Carlene Starkey     |
| 1963 | Uber Cup                                          | Equipo          | 1     | Equipo de los Estados Unidos        |
| 1966 | Campeonato Nacional Abierto de México             | Dobles femenil  | 1     | Lucero Soto / Carlene Starkey       |
| 1967 | Campeonato Nacional Abierto de México             | Dobles femenil  | 1     | Diane Hales / Carlene Starkey       |
| 1967 | Campeonato Nacional Abierto de México             | Mixtos          | 1     | Francisco Sañudo / Carlene Starkey  |
| 1968 | Campeonato Nacional Abierto de los Estados Unidos | Mixtos          | 1     | Larry Saben / Carlene Starkey       |
| 1971 | Campeonato Nacional de los Estados Unidos         | Dobles femenil  | 1     | Caroline Hein / Carlene Starkey     |
| 1971 | Campeonato Nacional Abierto de México             | Dobles femenil  | 1     | Judianne Kelly / Carlene Starkey    |
| 1972 | Campeonato Nacional Abierto de México             | Dobles femenil  | 1     | Gay Meyer / Carlene Starkey         |
| 1974 | Campeonato Nacional Abierto de México             | Dobles femenil  | 1     | Maryanne Breckell / Carlene Starkey |
| 1974 | Campeonato Nacional Abierto de México             | Singles femenil | 1     | Carlene Starkey                     |
| 1974 | Campeonato Nacional Abierto de México             | Dobles mixtos   | 1     | Flemming Delfs / Carlene Starkey    |
| 1975 | Campeonato Nacional Abierto de México             | Dobles femenil  | 1     | Maryanne Breckell / Carlene Starkey |
| 1975 | Campeonato Nacional Abierto de México             | Mixtos          | 1     | Paul Whetnall / Carlene Starkey     |
| 1975 | Campeonato Nacional de los Estados Unidos         | Dobles femenil  | 1     | Diane Hales / Carlene Starkey       |